# Трепачкин, Роман Валерьевич
Роман Валерьевич Трепачкин (род. 20 мая 1977) — белорусский футболист, крайний защитник и полузащитник.

## Биография
Воспитанник ДЮСШ г. Жодино, первый тренер — Пётр Иванович Михеев. Взрослую карьеру начал в сезоне 1994/95 в жодинском «Торпедо», в его составе провёл пять сезонов в первой лиге Беларуси.
В 1999 году перешёл в минское «Динамо», провёл в клубе два года и в 2000 году стал бронзовым призёром чемпионата Беларуси. В 2001 году перешёл в «Шахтёр» (Солигорск), где провёл четыре сезона, сыграв более 100 матчей. Становился бронзовым призёром чемпионата страны 2002 и 2004 годов. В финале Кубка Беларуси 2003/04 против «Гомеля» (1:0) забил решающий гол в дополнительное время. Принимал участие в матчах еврокубков. В конце сезона 2004 года покинул «Шахтёр» из-за конфликта с тренером.
Весной 2005 года перешёл в украинский «Кривбасс», где играл вместе с группой игроков из Беларуси. Дебютный матч в высшей лиге Украины сыграл 1 марта 2005 года против киевского «Динамо», а всего за половину сезона провёл 6 матчей. Рассматривались варианты его перехода в российский «Амкар» и азербайджанский «Кяпаз», но сорвались.
После возвращения на родину играл в высшей лиге за «Динамо» (Брест), «Локомотив»/«Витебск» и снова за «Торпедо» (Жодино). В конце карьеры играл в клубах низших лиг — два сезона провёл в клубе второй лиги «Городея» и в 2010 году стал победителем турнира, а в последнем сезоне в карьере играл в первой лиге за «Руденск».
Всего в высшей лиге Беларуси сыграл 236 матчей и забил 11 голов.
Выступал за молодёжную сборную Беларуси.
После окончания спортивной карьеры работал водителем.

## Достижения
- Обладатель Кубка Беларуси: 2003/04
- Бронзовый призёр чемпионата Беларуси: 2000, 2002, 2004

## Личная жизнь
Разведён, есть сын.